# Остром, Джон
Джон Остром (18 февраля 1928, Нью-Йорк, Нью-Йорк — 16 июля 2005, Литчфилд) — американский палеонтолог, который произвёл революцию в современном понятии о динозаврах в 1960-х годах, когда выдвинул предположение, что динозавры больше похожи на огромных нелетающих птиц, чем на ящеров. Эта идея была впервые предложена Томасом Хаксли в 1860-е годы, но не получила должной поддержки со стороны других учёных. Первый обзор Острома на тему остеологии и филогении примитивной птицы археоптерикса появился в 1976 году.

## Жизнь и карьера
Джон Остром родился в Нью-Йорке и учился в Юнион-колледже. Он планировал стать врачом, как и его отец, но изменил своё мнение после прочтения книги Джорджа Гейлорда Симпсона «Смысл эволюции». Он поступил в Колумбийский университет, где учился вместе с Эдвином Колбертом.
В 1952 он женился на Нэнси Грэйс Хартман (умерла в 2003). От неё у него было две дочери: Карен и Алисия.
Остром преподавал в течение одного года в Бруклинском колледже, затем в течение пяти лет в Белоитском колледже перед отъездом в Йель. Остром был профессором Йельского университета, где он был Почётным Куратором «Палеонтологии позвоночных» Музея естественной истории Пибоди, который имеет впечатляющую коллекцию ископаемых, первоначально начатую Отниелом Чарлзом Маршем. Он умер от осложнений болезни Альцгеймера в возрасте 77 лет в Личфилде, штат Коннектикут.

## Награды
- 1966 — Стипендия Гуггенхайма[3]
- 1986 — Мемориальная геологическая премия Гайдена[англ.]
- 1994 — Медаль Ромера−Симпсона[англ.]